# 1936 en science-fiction
| Années de la science-fiction : 1933 - 1934 - 1935 - 1936 - 1937 - 1938 - 1939    |
| Décennies de la science-fiction : 1900 - 1910 - 1920 - 1930 - 1940 - 1950 - 1960 |

L'année 1936 a été marquée, en matière de science-fiction, par les événements suivants.

## Naissances et décès

### Naissances
- 19 avril : Tom Purdom, écrivain américain, mort en 2024.
- 28 mai : Fred Chappell, écrivain américain, mort en 2024.
- 11 juin : Bernard Dufossé, dessinateur français.
- 18 novembre : Suzette Haden Elgin, écrivain américaine, morte en 2015.
- 19 novembre : Wolfgang Jeschke, écrivain allemand, mort en 2015.

## Événements
- Lancement du magazine britannique Novae Terrae sous forme d'un fanzine ; le magazine prendra le nom de New Worlds en 1939 et cessera de paraître en 1971.

## Prix
La plupart des prix littéraires de science-fiction actuellement connus n'existaient alors pas.

## Parutions littéraires

### Romans
- Les Cométaires par Jack Williamson.

### Nouvelles
- Dans l'abîme du temps par H. P. Lovecraft.

## Sorties audiovisuelles

### Films
- Cerveaux de rechange par Robert Stevenson.
- Flash Gordon par Frederick Stephani et Ray Taylor.
- Ghost Patrol par Sam Newfield.
- Les Mondes futurs par William Cameron Menzies.
- Le Mort qui marche par Michael Curtiz.
- Le Rayon invisible par Lambert Hillyer.
- Undersea Kingdom par B. Reeves Eason et Joseph Kane.
- Le Voyage cosmique par Vassili Jouravlev.